# Noar Meretz

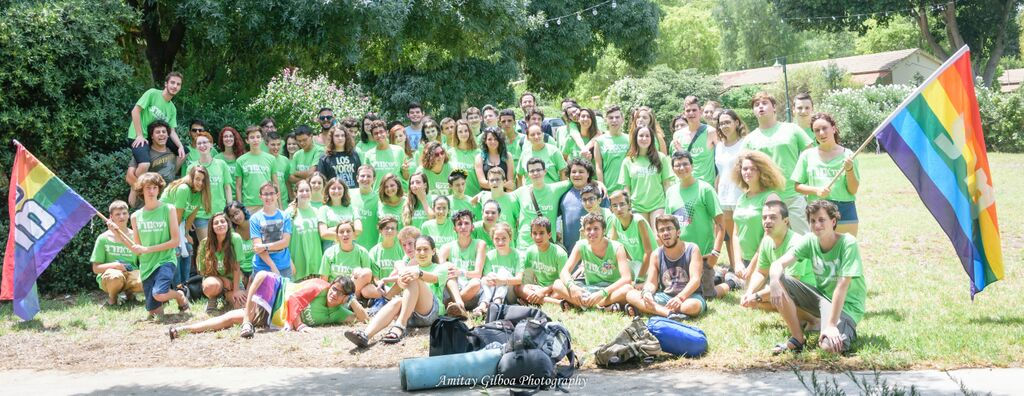
Juventudes del partido Meretz.

Noar Meretz (en hebreo: נוער מרצ) es la rama juvenil del partido político israelí Meretz. La organización fue fundada en 1992, después de la unión entre los partidos políticos israelíes Mapam y Ratz. El primer coordinador de las juventudes del partido fue Ilan Gilon. La organización combina la educación cultural y política con el activismo político, y está presente en la administración del partido. La constitución interna del partido político Meretz, dice que los miembros Noar Meretz, deben participar en la gestión del partido. Actualmente, alrededor de 400 estudiantes con edades comprendidas entre 12 y 18 años son miembros de las juventudes de Meretz.